# Polisportiva Sassari Torres 2002-2003
Questa voce raccoglie le informazioni riguardanti la Polisportiva Sassari Torres nelle competizioni ufficiali della stagione 2002-2003.

## Rosa
| N. |                   | Ruolo | Calciatore          |
| -- | ----------------- | ----- | ------------------- |
|    | Italia (bandiera) | A     | Michel Alberti      |
|    | Italia (bandiera) | A     | Fabio Amoruso (III) |
|    | Italia (bandiera) | D     | Fabrizio Anselmi    |
|    | Italia (bandiera) | D     | Riccardo Castagna   |
|    | Italia (bandiera) | C     | Michele Cazzarò     |
|    | Italia (bandiera) | D     | Riccardo Chechi     |
|    | Italia (bandiera) | C     | Stefano De Angelis  |
|    | Italia (bandiera) | C     | Davide De Filippis  |
|    | Italia (bandiera) | C     | Nicola De Santis    |
|    | Italia (bandiera) | C     | Mario Fadda         |
|    | Italia (bandiera) | C     | Gianluca Fasano     |
|    | Italia (bandiera) | C     | Alessandro Frau     |
|    | Italia (bandiera) | C     | Mauro Gilardi       |
|    | Italia (bandiera) | D     | Gian Luigi Marras   |
|    | Italia (bandiera) | D     | Massimiliano Mei    |
|    | Italia (bandiera) | C     | Cristian Mortari    |

| N. |                     | Ruolo | Calciatore       |
| -- | ------------------- | ----- | ---------------- |
|    | Italia (bandiera)   | A     | Alessandro Muoio |
|    | Italia (bandiera)   | C     | Mario Niedda     |
|    | Italia (bandiera)   | D     | Luca Panetto     |
|    | Italia (bandiera)   | P     | Salvatore Pinna  |
|    | Italia (bandiera)   | D     | Luigi Porcu      |
|    | Italia (bandiera)   | C     | Paolo Ramora     |
|    | Italia (bandiera)   | C     | Luca Rusani      |
|    | Norvegia (bandiera) | A     | Kamal Saaliti    |
|    | Italia (bandiera)   | C     | Francesco Sanna  |
|    | Italia (bandiera)   | C     | Marco Sanna      |
|    | Italia (bandiera)   | A     | Marco Sansovini  |
|    | Italia (bandiera)   | A     | Salvatore Sotgiu |
|    | Italia (bandiera)   | A     | Stefano Udassi   |
|    | Italia (bandiera)   | C     | Michele Virgilio |
|    | Italia (bandiera)   | P     | Filippo Zani     |
|    | Italia (bandiera)   | C     | Francesco Zitolo |

## Risultati

### Campionato

#### Girone di andata
| 1º settembre 2002 1ª giornata | Martina | 3 – 1 | Torres |  |

| 8 settembre 2002 2ª giornata | Torres | 0 – 1 | Chieti |  |

| 15 settembre 2002 3ª giornata | Avellino | 2 – 1 | Torres |  |

| 22 settembre 2002 4ª giornata | Torres | 2 – 0 | Sporting Benevento |  |

| 29 settembre 2002 5ª giornata | Paternò | 1 – 1 | Torres |  |

| 6 ottobre 2002 6ª giornata | Torres | 0 – 2 | Crotone |  |

| 13 ottobre 2002 7ª giornata | L'Aquila | 2 – 0 | Torres |  |

| 20 ottobre 2002 8ª giornata | Viterbese | 0 – 0 | Torres |  |

| 27 ottobre 2002 9ª giornata | Torres | 1 – 0 | Sambenedettese |  |

| 3 novembre 2002 10ª giornata | Fermana | 1 – 0 | Torres |  |

| 10 novembre 2002 11ª giornata | Torres | 1 – 2 | Teramo |  |

| 17 novembre 2002 12ª giornata | Pescara | 1 – 2 | Torres |  |

| 24 novembre 2002 13ª giornata | Torres | 2 – 1 | Sora |  |

| 1º dicembre 2002 14ª giornata | Vis Pesaro | 1 – 2 | Torres |  |

| 8 dicembre 2002 15ª giornata | Torres | 0 – 1 | Taranto |  |

| 15 dicembre 2002 16ª giornata | Lanciano | 0 – 0 | Torres |  |

| 22 dicembre 2002 17ª giornata | Torres | 0 – 0 | Giulianova |  |

#### Girone di ritorno
| 5 gennaio 2003 18ª giornata | Torres | 0 – 1 | Martina |  |

| 12 gennaio 2003 19ª giornata | Chieti | 3 – 1 | Torres |  |

| 19 gennaio 2003 20ª giornata | Torres | 0 – 0 | Avellino |  |

| 26 gennaio 2003 21ª giornata | Sporting Benevento | 1 – 0 | Torres |  |

| 2 febbraio 2003 22ª giornata | Torres | 0 – 1 | Paternò |  |

| 9 febbraio 2003 23ª giornata | Crotone | 1 – 1 | Torres |  |

| 16 febbraio 2003 24ª giornata | Torres | 6 – 1 | L'Aquila |  |

| 2 marzo 2003 25ª giornata | Torres | 2 – 0 | Viterbese |  |

| 9 marzo 2003 26ª giornata | Sambenedettese | 2 – 2 | Torres |  |

| 16 marzo 2003 27ª giornata | Torres | 0 – 0 | Fermana |  |

| 23 marzo 2003 28ª giornata | Teramo | 1 – 1 | Torres |  |

| 30 marzo 2003 29ª giornata | Torres | 3 – 5 | Pescara |  |

| 13 aprile 2003 30ª giornata | Sora | 2 – 1 | Torres |  |

| 19 aprile 2003 31ª giornata | Torres | 0 – 2 | Vis Pesaro |  |

| 27 aprile 2003 32ª giornata | Taranto | 0 – 0 | Torres |  |

| 4 maggio 2003 33ª giornata | Torres | 1 – 1 | Lanciano |  |

| 11 maggio 2003 34ª giornata | Giulianova | 1 – 0 | Torres |  |